# サリネライト
サリネライト（Sarine Light）は、ダイヤモンドの輝きを科学的に測定、分析するシステムである。ダイヤモンドの輝きは、ダイヤをカットした時のプロポーション（形）、内包物の形状や位置、色味、そして原石の性質や微細な仕上げの差といった複雑な要因によって構成され、一般的には4Cという基準で価値評価される。しかし、輝きを客観的に数値化・評価する基準は存在しなかった。サリネライトは、輝きのみを客観的に測定して評価する。

## 概要
イスラエルに本社を置くダイヤモンドテクノロジー企業であるSarine Technologies（サリネ・テクノロジー）社が開発した、ダイヤモンドの輝きを評価するシステム。サリネはダイヤモンドの輝きの評価システムのアルゴリズムを論文として宝石鑑定機関紙に公表している。

## 輝きを決める4つの要素
ダイヤモンドの輝きは、ブリリアンス、ファイア、スパークル、シンメトリーそれぞれ個別に測定した上で、最終的に1つの総合評価を付ける。Ultimate★★★(ウルティメイト スリースター)をトップに9段階に分けられる。
ブリリアンス
ダイヤモンドから放たれる白色光の輝き
ファイア
ダイヤモンドから放たれる鮮やかな虹色
スパークル
ダイヤモンド、あるいは観測者が動く際に現れるキラキラとした輝き
シンメトリー
ダイヤモンドから反射される光の分布の対称性

## ダイヤモンドの輝きの証明書（サリネ・ライトレポート）
サリネライトで鑑定・評価したダイヤモンドには、輝きを証明する証明書が発行される。
- 輝きの4つの要素
  - ブリリアンス、ファイア、スパークル、シンメトリー、それぞれの要素の測定結果を棒グラフで記載
- 輝きの総合評価
  - ダイヤモンドの輝きを決める4つの要素を統合した最終的な輝きの評価を記載
- レポートデータ
  - レポート発行日付、レポートID、カラット重量、シェイプなどを記載
- QRコード
  - スマートフォン、タブレットなどで記載されたQRコードを読み込むことで、WEB上のデジタルレポートにアクセスすることができる。また、シェア機能でレポート内容を友人などに共有することができる。
- ストーンNo.
  - 鑑定石のナンバーを記載
- 測定石の写真 
  - 実際に測定したダイヤモンドの写真を印刷